# Le Premier Spectateur
Le Premier Spectateur est un roman de Michel Cournot publié le 23 septembre 1957 aux éditions Gallimard et ayant reçu le prix des Deux Magots l'année suivante.

## Éditions
- Le Premier Spectateur, éditions Gallimard, 1957  (ISBN 207021687X).